# Charles Ellis, VI barone Howard de Walden
Charles Augustus Ellis, VI barone Howard de Walden e II barone Seaford (5 giugno 1799 – 29 agosto 1868), è stato un nobile, diplomatico e politico inglese.

## Biografia
Ellis era il figlio di Charles Ellis, I barone Seaford, e di sua moglie, Elizabeth Hervey, figlia di John Hervey, figlio primogenito di Frederick Hervey, IV conte di Bristol, il "conte-vescovo" di Derry. Educato all'Eton College, successe al bisnonno alla baronia di Howard de Walden l'8 luglio 1803, all'età di quattro anni.

## Carriera
Ellis divenne tenente nei Grenadier Guards, il 24 aprile 1817. Fu Sottosegretario di Stato per gli Affari Esteri (26 maggio 1824-9 giugno 1828), durante il quale accompagnò Lord Stuart de Rothesay in missione a Rio de Janeiro.  
Questo ruolo gli ha permesso di intraprendere la carriera diplomatica, come ambasciatore alla corte di Stoccolma, Lisbona e Bruxelles. 
Nel 1845 successe al padre alla baronia.

## Matrimonio
Sposò, l'8 novembre 1828, Lady Lucy Joan Scott-Bentinck (1813-29 luglio 1899), figlia di William Bentinck, IV duca di Portland. Ebbero sette figli:
- Frederick Ellis, VII barone Howard de Walden (9 agosto 1830-3 novembre 1899);
- Harriet Georgina Ellis (3 settembre 1831-16 aprile 1906), sposò Michelangelo Caetani duca di Sermoneta, non ebbero figli;
- William Charles Ellis (22 luglio 1835-20 giugno 1923), sposò Henrietta Elizabeth Ames, ebbero sette figli;
- Charles Arthur Ellis (1839-30 marzo 1906);
- John Charles Ellis (29 settembre 1841-8 novembre 1886);
- Evelyn Henry Ellis (9 agosto 1843-5 settembre 1913), sposò Alberta Mary Hardinge, ebbero tre figli;
- Augustus William Charles Ellis (5 febbraio 1846-22 aprile 1882).

## Morte
Morì il 29 agosto 1868, all'età di 69 anni.

## Ascendenza
|                                           |                                       |                               | Genitori                    |  |  | Nonni |  |  | Bisnonni     |  |  | Trisnonni  |  |
|                                           |                                       |                               |                             |  |  |       |  |  | George Ellis |  |  | John Ellis |  |
|                                           |                                       |                               |                             |  |  |       |  |  | George Ellis |  |  | John Ellis |  |
|                                           |                                       | Elizabeth Grace Needham       |                             |  |  |       |  |  | George Ellis |  |  |            |  |
| John Ellis                                |                                       |                               |                             |  |  |       |  |  | George Ellis |  |  |            |  |
|                                           |                                       | Elizabeth Beckford            | Peter Beckford              |  |  |       |  |  |              |  |  |            |  |
|                                           |                                       | Elizabeth Beckford            | Peter Beckford              |  |  |       |  |  |              |  |  |            |  |
|                                           |                                       | Elizabeth Beckford            | Bathsuba Hering             |  |  |       |  |  |              |  |  |            |  |
| Charles Ellis, I barone Seaford           |                                       | Elizabeth Beckford            |                             |  |  |       |  |  |              |  |  |            |  |
|                                           |                                       | John Palmer                   | …                           |  |  |       |  |  |              |  |  |            |  |
|                                           |                                       | John Palmer                   | …                           |  |  |       |  |  |              |  |  |            |  |
|                                           |                                       | John Palmer                   | …                           |  |  |       |  |  |              |  |  |            |  |
| Elizabeth Palmer                          |                                       | John Palmer                   |                             |  |  |       |  |  |              |  |  |            |  |
|                                           |                                       | …                             | …                           |  |  |       |  |  |              |  |  |            |  |
|                                           |                                       | …                             | …                           |  |  |       |  |  |              |  |  |            |  |
|                                           |                                       | …                             | …                           |  |  |       |  |  |              |  |  |            |  |
| Charles Ellis, VI barone Howard de Walden |                                       | …                             |                             |  |  |       |  |  |              |  |  |            |  |
|                                           | Frederick Hervey, IV conte di Bristol | John Hervey, II barone Hervey |                             |  |  |       |  |  |              |  |  |            |  |
|                                           | Frederick Hervey, IV conte di Bristol | John Hervey, II barone Hervey |                             |  |  |       |  |  |              |  |  |            |  |
|                                           | Frederick Hervey, IV conte di Bristol | Mary Lepell                   |                             |  |  |       |  |  |              |  |  |            |  |
| John Hervey, lord Hervey                  | Frederick Hervey, IV conte di Bristol |                               |                             |  |  |       |  |  |              |  |  |            |  |
|                                           |                                       | Elizabeth Davers              | Jermyn Davers, IV baronetto |  |  |       |  |  |              |  |  |            |  |
|                                           |                                       | Elizabeth Davers              | Jermyn Davers, IV baronetto |  |  |       |  |  |              |  |  |            |  |
|                                           |                                       | Elizabeth Davers              | Margaretta Green            |  |  |       |  |  |              |  |  |            |  |
| Elizabeth Catherine Caroline Hervey       |                                       | Elizabeth Davers              |                             |  |  |       |  |  |              |  |  |            |  |
|                                           |                                       | Colin Drummond                | John Drummond               |  |  |       |  |  |              |  |  |            |  |
|                                           |                                       | Colin Drummond                | John Drummond               |  |  |       |  |  |              |  |  |            |  |
|                                           |                                       | Colin Drummond                | Bethia Murray               |  |  |       |  |  |              |  |  |            |  |
| Elizabeth Drummond                        |                                       | Colin Drummond                |                             |  |  |       |  |  |              |  |  |            |  |
|                                           |                                       | Katherine Oliphant            | Robert Oliphant             |  |  |       |  |  |              |  |  |            |  |
|                                           |                                       | Katherine Oliphant            | Robert Oliphant             |  |  |       |  |  |              |  |  |            |  |
|                                           |                                       | Katherine Oliphant            | Jean Colville               |  |  |       |  |  |              |  |  |            |  |
|                                           |                                       | Katherine Oliphant            |                             |  |  |       |  |  |              |  |  |            |  |